# Список глав Туркменистана

Штандарт президента Туркменистана

Список глав Туркменистана включает лиц, являвшихся главой государства Туркменистана со времени создания в 1924 году Туркменской ССР как союзной республики СССР, объединившей территории бывших Туркестанской АССР, Хорезмской ССР и Бухарской ССР, разделившихся на союзные и автономные республики в ходе национально-территориального размежевания Средней Азии.
Согласно действующей конституции, вступившей в силу в 1992 году, главой государства, главой исполнительной власти и верховным главнокомандующим Вооружёнными силами является Президент Туркменистана (туркм. Türkmenistanyň Prezidenti), избираемый на семь лет с правом переизбираться неограниченное количество раз.
Использованная в первом столбце таблиц нумерация является условной; также условным является использование в первом столбце цветовой заливки, служащей для упрощения восприятия принадлежности лиц к различным политическим силам без необходимости обращения к столбцу, отражающему партийную принадлежность. Наряду с партийной принадлежностью, в столбце «Партия» также отражён беспартийный статус персоналий. В столбце «Выборы» отражены состоявшиеся выборные процедуры или иные основания получения полномочий. Для удобства список разделён на принятые в историографии периоды истории страны. Приведённые в преамбулах к каждому из разделов описания этих периодов призваны пояснить особенности её политической жизни.
В XX веке туркменская письменность 4 раза меняла графическую основу официально используемого алфавита (арабскую до 1928 года, латинскую до 1940 года, кириллическую до 1993 года, и вновь латинскую, переход на которую был завершён в 2000 году), что отражало как потребности носителей языка, так и политическую конъюнктуру. По возможности, туркменские имена и наименования государственных должностей и самого государства, приведены в списке с учётом использовавшейся в соответствующий период письменности.

## Туркменская Социалистическая Советская Республика (1924—1936) в составе СССР
1 (14) ноября 1917 года в результате вспыхнувшего восстания в Ташкенте была провозглашена советская власть. 2 (15) декабря в Асхабад (ныне Ашхабад) прибыл отряд Фёдора Колесова, который установил советскую власть в Закаспийской области. 30 апреля 1918 года на V Всетуркестанском съезде Советов была провозглашена автономией в составе РСФСР — Туркестанской Советской Федеративной Республикой, включившей территорию Туркестанского края. В июне в Асхабаде начались волнения железнодорожников, вызванные призывом к мобилизации. Для их подавления из Ташкента прибыл вооружённый отряд, развернувший политику террора, и тем самым в июле спровоцировал мятеж. В результате восстания советская власть в области была свергнута, а на её месте эсерами создано антибольшевистское Закаспийское временное правительство, которое вскоре обратилось за помощью к британской военной миссии в Мешхеде — осенью в городах вдоль железной дороги Закаспия разместились английские гарнизоны. 1 января 1919 года, на волне недовольства рабочих, временное правительство ушло в отставку; его сменил Комитет общественного спасения. В конце января, в условиях завершения Первой мировой войны, началась эвакуация британских интервентов из региона; к апрелю Закаспий покинули основные войска (за исключением гарнизона, остававшегося в Красноводске до августа). Свободную от английских войск область начали занимать части РККА. 8 августа Комитет, также называвшийся Директорией, был распущен; власть от него временно перешла к главнокомандующему Вооружённых сил Юга России Антону Деникину, которому не удалось сдержать натиск Красной Армии. 6 февраля 1920 года пал Красноводск (ныне Туркменбашы) — советская власть в Закаспийской области была восстановлена.
12 июня 1924 года Среднеазиатское бюро ЦК РКП(б) издало постановление «О национальном размежевании республик Средней Азии». В сентябре Туркестанский ЦИК, Всебухарский и Всехорезмский курултаи (съезды) Советов приняли решение объединить населяющие их народы в государственные образования на основе национального принципа и о будущем вхождении этих образований на договорных началах в СССР. 27 октября ЦИК СССР утвердил принятые ранее решения — из Туркменской области, частей Бухарской и Хорезмской ССР была образована Туркменская Социалистическая Советская Республика (туркм. جمهورية تركمانستان الاشتراكية السوفياتية). 5 ноября в республике был создан высший орган государственной власти — Революционный комитет (Ревком). В феврале 1925 года Ревком сменил Центральный исполнительный комитет. 13 мая государственное образование, являвшееся частью СССР, вошло в его состав как союзная республика, распространив на своей территории действие Договора об образовании СССР. 30 марта 1927 года в республике была принята первая конституция. 5 декабря 1936 года на чрезвычайном VIII Всесоюзном съезде Советов была принята новая Конституция СССР, в которой было отражено новое название Туркменистана — Туркменская Советская Социалистическая Республика.
|          | Портрет         | Имя (годы жизни)                                                       | Полномочия      | Полномочия | Партия                                              | Наименование должности | Пр.           |
| Начало   | Портрет         | Имя (годы жизни)                                                       | Окончание       | | Партия                                              | Наименование должности | Пр.           |
| -------- | --------------- | ---------------------------------------------------------------------- | --------------- | --- | --------------------------------------------------- | --- | ------------- |
| 1 (I—VI) |                 | Недирбай Айтаков (1894—1938) туркм. نديرباي ايتاكوف / Nedirbaý Aýtakow | 19 ноября 1924  | 25 февраля 1925 | Коммунистическая партия (большевиков) Туркменистана | Председатель Революционного комитета Туркменской Социалистической Советской Республики туркм. توركمەنستان اجتماغی شورالار جومهورييەتی انقلابی قوميتەتنڭ باشلغی | [ 12 ] [ 13 ] |
| 1 (I—VI) | 25 февраля 1925 | Недирбай Айтаков (1894—1938) туркм. نديرباي ايتاكوف / Nedirbaý Aýtakow | 3 апреля 1927   | Председатель Центрального исполнительного комитета Туркменской Социалистической Советской Республики туркм. توركمەنستان ساتسيال شورا جەمهورييەتى دويب اجرااييە قوميتەتينڭ باشلغى / Türkmenistan Sosial Şura Jemhuryýeti Düýp Ijraiýe Komitetiniň başlygy | Коммунистическая партия (большевиков) Туркменистана | | [ 12 ] [ 13 ] |
| 1 (I—VI) | 3 апреля 1927   | Недирбай Айтаков (1894—1938) туркм. نديرباي ايتاكوف / Nedirbaý Aýtakow | 5 мая 1929      | Председатель Центрального исполнительного комитета Туркменской Социалистической Советской Республики туркм. توركمەنستان ساتسيال شورا جەمهورييەتى دويب اجرااييە قوميتەتينڭ باشلغى / Türkmenistan Sosial Şura Jemhuryýeti Düýp Ijraiýe Komitetiniň başlygy | Коммунистическая партия (большевиков) Туркменистана | | [ 12 ] [ 13 ] |
| 1 (I—VI) | 5 мая 1929      | Недирбай Айтаков (1894—1938) туркм. نديرباي ايتاكوف / Nedirbaý Aýtakow | 20 февраля 1931 | Председатель Центрального исполнительного комитета Туркменской Социалистической Советской Республики туркм. توركمەنستان ساتسيال شورا جەمهورييەتى دويب اجرااييە قوميتەتينڭ باشلغى / Türkmenistan Sosial Şura Jemhuryýeti Düýp Ijraiýe Komitetiniň başlygy | Коммунистическая партия (большевиков) Туркменистана | | [ 12 ] [ 13 ] |
| 1 (I—VI) | 20 февраля 1931 | Недирбай Айтаков (1894—1938) туркм. نديرباي ايتاكوف / Nedirbaý Aýtakow | 16 января 1935  | Председатель Центрального исполнительного комитета Туркменской Социалистической Советской Республики туркм. توركمەنستان ساتسيال شورا جەمهورييەتى دويب اجرااييە قوميتەتينڭ باشلغى / Türkmenistan Sosial Şura Jemhuryýeti Düýp Ijraiýe Komitetiniň başlygy | Коммунистическая партия (большевиков) Туркменистана | | [ 12 ] [ 13 ] |
| 1 (I—VI) | 16 января 1935  | Недирбай Айтаков (1894—1938) туркм. نديرباي ايتاكوف / Nedirbaý Aýtakow | 5 декабря 1936  | Председатель Центрального исполнительного комитета Туркменской Социалистической Советской Республики туркм. توركمەنستان ساتسيال شورا جەمهورييەتى دويب اجرااييە قوميتەتينڭ باشلغى / Türkmenistan Sosial Şura Jemhuryýeti Düýp Ijraiýe Komitetiniň başlygy | Коммунистическая партия (большевиков) Туркменистана | | [ 12 ] [ 13 ] |

## Туркменская Советская Социалистическая Республика (1936—1991) в составе СССР
5 декабря 1936 года на чрезвычайном VIII Всесоюзном съезде Советов была принята новая Конституция СССР, в которой было отражено новое название Туркменистана — Туркменская Советская Социалистическая Республика (туркм. Türkmenistan Sowet Sosialistik Respublikasy). В марте 1937 года на VI Всетуркменском съезде Советов была принята новая туркменская конституция, согласно которой высшим органом государственной власти в Туркмении стал Верховный Совет, избираемый на 4 года.
В конце 1980-х годах движение за независимость Туркмении было менее сильным, чем в других республиках Средней Азии, и не имело столь выраженной антисоветской направленности. В августе 1990 года Верховным Советом страны была принята Декларация «О государственном суверенитете». В октябре в советской республике впервые прошли президентские выборы, на которых победил Сапармурат Ниязов. 26 октября 1991 года в Туркмении прошёл референдум о независимости Туркменистана от СССР. 27 октября на основании декларации и результатов референдума (94 % проголосовавших поддержали независимость) внеочередная сессия Верховного совета Туркменской ССР приняла закон «О независимости и основах государственного устройства», изменив название страны на «Туркменистан».
|           | Портрет        | Имя (годы жизни)                                                       | Полномочия      | Полномочия | Партия                                              | Наименование должности | Пр.           |
| Начало    | Портрет        | Имя (годы жизни)                                                       | Окончание       | | Партия                                              | Наименование должности | Пр.           |
| --------- | -------------- | ---------------------------------------------------------------------- | --------------- | --- | --------------------------------------------------- | --- | ------------- |
| 1 (VI)    |                | Недирбай Айтаков (1894—1938) туркм. Nedirbaý Aýtakow                   | 5 декабря 1936  | 22 июля 1937 | Коммунистическая партия (большевиков) Туркменистана | Председатель Центрального исполнительного комитета Туркменской Советской Социалистической Республики туркм. Tyrkmenistan Sovet Sotsiaʟistik Respuʙʟikasьnьꞑ Merkezi Ispolnitel Komitetiniꞑ ʙaşʟьgь                           | [ 12 ] [ 13 ] |
| и. о.     |                | Курбандурды Атамурадов (1896—1972) туркм.                              | 22 июля 1937    | 4 августа 1937 | Коммунистическая партия (большевиков) Туркменистана | Заместитель Председателя Центрального исполнительного комитета Туркменской Советской Социалистической Республики туркм. Tyrkmenistan Sovet Sotsiaʟistik Respuʙʟikasьnьꞑ Merkezi Ispolnitel Komitetiniꞑ ʙaşʟьgьnьꞑ orьnʙasarь | [ 16 ]        |
| 2         |                | Батыр Атаев (1901—1938) туркм. Batyr Ataýew                            | 4 августа 1937  | 16 октября 1937 | Коммунистическая партия (большевиков) Туркменистана | Председатель Центрального исполнительного комитета Туркменской Советской Социалистической Республики туркм. Tyrkmenistan Sovet Sotsiaʟistik Respuʙʟikasьnьꞑ Merkezi Ispolnitel Komitetiniꞑ ʙaşʟьgь                           | [ 17 ] [ 18 ] |
| 3 (I—II)  |                | Хивали Бабаевич Бабаев (1902—1941) туркм. Hywaly Babaýewiç Babaýew     | 16 октября 1937 | 24 июля 1938 | Коммунистическая партия (большевиков) Туркменистана | Председатель Центрального исполнительного комитета Туркменской Советской Социалистической Республики туркм. Tyrkmenistan Sovet Sotsiaʟistik Respuʙʟikasьnьꞑ Merkezi Ispolnitel Komitetiniꞑ ʙaşʟьgь                           | [ 19 ] [ 18 ] |
| 3 (I—II)  | 26 июля 1938   | Хивали Бабаевич Бабаев (1902—1941) туркм. Hywaly Babaýewiç Babaýew     | 30 августа 1941 | Председатель Президиума Верховного Совета Туркменской Советской Социалистической Республики туркм. Tyrkmenistan Sovet Sotsiaʟistik Respuʙʟikasьnьꞑ Jokarь Sovetiniꞑ Prezidiumьnьꞑ ʙaşʟьgь / Түркменистан Совет Социалистик Республикасының Ёкары Советиниң Президиумының башлыгы | Коммунистическая партия (большевиков) Туркменистана | | [ 19 ] [ 18 ] |
| и. о.     |                | Огулмурат Сейткулиева (1911—?) туркм. Огулмырат Сейткулиева            | 30 августа 1941 | 9 ноября 1941 | Коммунистическая партия (большевиков) Туркменистана | Заместитель Председателя Президиума Верховного Совета Туркменской Советской Социалистической Республики туркм. Түркменистан Совет Социалистик Республикасының Ёкары Советиниң Президиумының башлыгының орунбасары            | [ 20 ] [ 21 ] |
| и. о.     |                | Василий Степанович Гунбин (1904—?)                                     | 30 августа 1941 | 9 ноября 1941 | Коммунистическая партия (большевиков) Туркменистана | Заместитель Председателя Президиума Верховного Совета Туркменской Советской Социалистической Республики туркм. Түркменистан Совет Социалистик Республикасының Ёкары Советиниң Президиумының башлыгының орунбасары            | [ 20 ]        |
| и. о.     |                | Аллаберды Бердыев (1904—1964) туркм. Аллаберди Бердиев                 | 9 ноября 1941   | 26 января 1942 | Коммунистическая партия (большевиков) Туркменистана | Исполняющий обязанности Председателя Президиума Верховного Совета Туркменской Советской Социалистической Республики | [ 22 ] [ 23 ] |
| 4 (I—II)  | 26 января 1942 | Аллаберды Бердыев (1904—1964) туркм. Аллаберди Бердиев                 | 15 марта 1947   | Председатель Президиума Верховного Совета Туркменской Советской Социалистической Республики туркм. Түркменистан Совет Социалистик Республикасының Ёкары Советиниң Президиумының башлыгы                                                                                          | Коммунистическая партия (большевиков) Туркменистана | | [ 22 ] [ 23 ] |
| 4 (I—II)  | 15 марта 1947  | Аллаберды Бердыев (1904—1964) туркм. Аллаберди Бердиев                 | 6 марта 1948    | Председатель Президиума Верховного Совета Туркменской Советской Социалистической Республики туркм. Түркменистан Совет Социалистик Республикасының Ёкары Советиниң Президиумының башлыгы                                                                                          | Коммунистическая партия (большевиков) Туркменистана | | [ 22 ] [ 23 ] |
| 5 (I—III) |                | Акмамед Сарыев (1907—?) туркм. Акмәммет Сарыев                         | 6 марта 1948    | Председатель Президиума Верховного Совета Туркменской Советской Социалистической Республики туркм. Түркменистан Совет Социалистик Республикасының Ёкары Советиниң Президиумының башлыгы                                                                                          | Коммунистическая партия (большевиков) Туркменистана | 26 марта 1951 | [ 24 ] [ 25 ] |
| 5 (I—III) | 26 марта 1951  | Акмамед Сарыев (1907—?) туркм. Акмәммет Сарыев                         | 17 марта 1955   | Председатель Президиума Верховного Совета Туркменской Советской Социалистической Республики туркм. Түркменистан Совет Социалистик Республикасының Ёкары Советиниң Президиумының башлыгы                                                                                          | Коммунистическая партия (большевиков) Туркменистана | | [ 24 ] [ 25 ] |
| 5 (I—III) | 17 марта 1955  | Акмамед Сарыев (1907—?) туркм. Акмәммет Сарыев                         | 30 марта 1959   | Председатель Президиума Верховного Совета Туркменской Советской Социалистической Республики туркм. Түркменистан Совет Социалистик Республикасының Ёкары Советиниң Президиумының башлыгы                                                                                          | Коммунистическая партия Туркменистана               | | [ 24 ] [ 25 ] |
| 6         |                | Нурберды Байрамов (1912—1986) туркм. Нурберди Байрамов                 | 30 марта 1959   | Председатель Президиума Верховного Совета Туркменской Советской Социалистической Республики туркм. Түркменистан Совет Социалистик Республикасының Ёкары Советиниң Президиумының башлыгы                                                                                          | Коммунистическая партия Туркменистана               | 26 марта 1963 | [ 26 ] [ 27 ] |
| 7 (I—IV)  |                | Аннамухаммед Клычев (1912—1980) туркм. Аннамухаммет Гылыҗов            | 26 марта 1963   | Председатель Президиума Верховного Совета Туркменской Советской Социалистической Республики туркм. Түркменистан Совет Социалистик Республикасының Ёкары Советиниң Президиумының башлыгы                                                                                          | Коммунистическая партия Туркменистана               | 11 апреля 1967 | [ 28 ] [ 29 ] |
| 7 (I—IV)  | 11 апреля 1967 | Аннамухаммед Клычев (1912—1980) туркм. Аннамухаммет Гылыҗов            | 29 июня 1971    | Председатель Президиума Верховного Совета Туркменской Советской Социалистической Республики туркм. Түркменистан Совет Социалистик Республикасының Ёкары Советиниң Президиумының башлыгы                                                                                          | Коммунистическая партия Туркменистана               | | [ 28 ] [ 29 ] |
| 7 (I—IV)  | 29 июня 1971   | Аннамухаммед Клычев (1912—1980) туркм. Аннамухаммет Гылыҗов            | 2 июля 1975     | Председатель Президиума Верховного Совета Туркменской Советской Социалистической Республики туркм. Түркменистан Совет Социалистик Республикасының Ёкары Советиниң Президиумының башлыгы                                                                                          | Коммунистическая партия Туркменистана               | | [ 28 ] [ 29 ] |
| 7 (I—IV)  | 2 июля 1975    | Аннамухаммед Клычев (1912—1980) туркм. Аннамухаммет Гылыҗов            | 15 декабря 1978 | Председатель Президиума Верховного Совета Туркменской Советской Социалистической Республики туркм. Түркменистан Совет Социалистик Республикасының Ёкары Советиниң Президиумының башлыгы                                                                                          | Коммунистическая партия Туркменистана               | | [ 28 ] [ 29 ] |
| 8 (I—III) |                | Баллы Язкулиев (1930—) туркм. Баллы Язгулыев                           | 15 декабря 1978 | Председатель Президиума Верховного Совета Туркменской Советской Социалистической Республики туркм. Түркменистан Совет Социалистик Республикасының Ёкары Советиниң Президиумының башлыгы                                                                                          | Коммунистическая партия Туркменистана               | 21 марта 1980 | [ 30 ] [ 31 ] |
| 8 (I—III) | 21 марта 1980  | Баллы Язкулиев (1930—) туркм. Баллы Язгулыев                           | 26 марта 1985   | Председатель Президиума Верховного Совета Туркменской Советской Социалистической Республики туркм. Түркменистан Совет Социалистик Республикасының Ёкары Советиниң Президиумының башлыгы                                                                                          | Коммунистическая партия Туркменистана               | | [ 30 ] [ 31 ] |
| 8 (I—III) | 26 марта 1985  | Баллы Язкулиев (1930—) туркм. Баллы Язгулыев                           | 13 августа 1988 | Председатель Президиума Верховного Совета Туркменской Советской Социалистической Республики туркм. Түркменистан Совет Социалистик Республикасының Ёкары Советиниң Президиумының башлыгы                                                                                          | Коммунистическая партия Туркменистана               | | [ 30 ] [ 31 ] |
| 9         |                | Роза Атамурадовна Базарова (1933—) туркм. Роза Атамыратовна Базарова   | 13 августа 1988 | Председатель Президиума Верховного Совета Туркменской Советской Социалистической Республики туркм. Түркменистан Совет Социалистик Республикасының Ёкары Советиниң Президиумының башлыгы                                                                                          | Коммунистическая партия Туркменистана               | 18 января 1990 | [ 32 ] [ 18 ] |
| 10 (I—II) |                | Сапармурат Атаевич Ниязов (1940—2006) туркм. Сапармырат Атаевич Ныязов | 18 января 1990  | 2 ноября 1990 | Коммунистическая партия Туркменистана               | Председатель Верховного Совета Туркменской Советской Социалистической Республики туркм. Түркменистан Совет Социалистик Республикасының Ёкары Советиниң башлыгы                                                               | [ 33 ] [ 34 ] |
| 10 (I—II) | 2 ноября 1990  | Сапармурат Атаевич Ниязов (1940—2006) туркм. Сапармырат Атаевич Ныязов | 27 октября 1991 | Президент Туркменской Советской Социалистической Республики туркм. Түркменистан Совет Социалистик Республикасының Президенти | Коммунистическая партия Туркменистана               | | [ 33 ] [ 34 ] |

## Туркменистан (с 1991)
27 октября 1991 года на основании результатов проведённого днём ранее референдума внеочередная сессия Верховного совета Туркменской ССР приняла закон «О независимости и основах государственного устройства», изменив название страны на Туркменистан (туркм. Türkmenistan). Сапармурат Ниязов стал президентом Туркменистана (туркм. Türkmenistanyň Prezidenti). 16 декабря Коммунистическая партия была преобразована в Демократическую (в стране сохранилась однопартийная система). В мае 1992 года была принята новая Конституция, устанавливающая президентскую форму правления, при этом пост премьер-министра упразднялся, а полномочия руководителя правительства в качестве председателя Кабинета министров закреплялись ex officio за главой государства. В июне на президентских выборах вновь одержал победу Ниязов.
В 1994 году был проведён референдум о продлении президентского срока Сапармурата Ниязова до 2002 года, что отменило запланированные на 1997 год выборы. В 1999 году Меджлис (парламент) принял решение о пожизненном президентстве Ниязова. Во время президентства вокруг Ниязова, принявшего титул «Туркменбаши» (туркм. Türkmenbaşy — Глава туркмен), выстроился культ личности. Объектом культа стал написанный президентом националистический труд «Рухнама». К концу его президентства произошли радикальные изменения в общественной жизни страны: закрыты многие больницы, отменены пенсии, реформировано образование, расформирована Академия наук. 21 декабря 2006 года Сапармурат Ниязов скоропостижно скончался.
Согласно действовавшей Конституции, в случае недееспособности или кончины президента его обязанности переходили к председателю Меджлиса, Овезгельды Атаеву. В день смерти Сапармурата Ниязова на совместном совещании Кабинета министров и Государственного комитета безопасности Туркменистана было принято решение воздержаться от назначения Атаева на этот пост; исполняющим обязанности президента был избран заместитель председателя Кабинета министров Гурбангулы Бердымухамедов. 22 декабря Меджлис освободил Атаева от должности. В феврале 2007 года на президентских выборах победил Бердымухамедов, для чего в Конституцию были внесены изменения, позволявшие участвовать и. о. президента в выборах. Культ личности Ниязова был заменён более умеренным культом нового президента, прошла ограниченная либерализация страны, появилась новая партия — Партия промышленников и предпринимателей Туркменистана. В 2012 году на президентских выборах вновь одержал победу Гурбангулы Бердымухамедов. В 2016 году, путём поправок в Конституцию, срок полномочий президента увеличен с пяти лет до семи, начиная с 2017 года. На выборах в 2017 году Бердымухамедов был переизбран на третий срок. В 2022 году Бердымухамедов решил уйти в отставку, в связи с чем были проведены досрочные выборы, на которых победил его сын Сердар.
|                 | Портрет         | Имя (годы жизни)                                                                                | Полномочия      | Полномочия                           | Партия                                | Выборы                                                   | Наименование должности | Пр.                  |
| Начало          | Портрет         | Имя (годы жизни)                                                                                | Окончание       |                                      | Партия                                | Выборы                                                   | Наименование должности | Пр.                  |
| --------------- | --------------- | ----------------------------------------------------------------------------------------------- | --------------- | ------------------------------------ | ------------------------------------- | -------------------------------------------------------- | --- | -------------------- |
| 10 (III—IV)     |                 | Сапармурат Атаевич Ниязов (1940—2006) туркм. Saparmyrat Ataýewiç Nyýazow                        | 27 октября 1991 | 26 июня 1992                         | Коммунистическая партия Туркменистана | 1990                                                     | Президент Туркменистана туркм. Türkmenistanyň Prezidenti                                                                  | [ 33 ] [ 34 ] [ 37 ] |
|                 | 26 июня 1992    | Сапармурат Атаевич Ниязов (1940—2006) туркм. Saparmyrat Ataýewiç Nyýazow                        | 21 декабря 2006 | Демократическая партия Туркменистана | 1992                                  |                                                          | Президент Туркменистана туркм. Türkmenistanyň Prezidenti                                                                  | [ 33 ] [ 34 ] [ 37 ] |
| и. о.           |                 | Гурбангулы Мяликгулыевич Бердымухамедов (1957—) туркм. Gurbanguly Mälikgulyýewiç Berdimuhamedow | 21 декабря 2006 | Демократическая партия Туркменистана | 14 февраля 2007                       | [ комм. 9 ]                                              | Исполняющий обязанности Президента Туркменистана туркм. Türkmenistanyň Prezidentiniň wezipesini wagtlaýyn ýerine ýetirýän | [ 35 ] [ 38 ] [ 39 ] |
| 11 (I—III)      | 14 февраля 2007 | Гурбангулы Мяликгулыевич Бердымухамедов (1957—) туркм. Gurbanguly Mälikgulyýewiç Berdimuhamedow | 17 февраля 2012 | Демократическая партия Туркменистана | 2007                                  | Президент Туркменистана туркм. Türkmenistanyň Prezidenti | | [ 35 ] [ 38 ] [ 39 ] |
|                 | 17 февраля 2012 | Гурбангулы Мяликгулыевич Бердымухамедов (1957—) туркм. Gurbanguly Mälikgulyýewiç Berdimuhamedow | 17 февраля 2017 | беспартийный                         | 2012                                  | Президент Туркменистана туркм. Türkmenistanyň Prezidenti | | [ 35 ] [ 38 ] [ 39 ] |
| 17 февраля 2017 | 19 марта 2022   | Гурбангулы Мяликгулыевич Бердымухамедов (1957—) туркм. Gurbanguly Mälikgulyýewiç Berdimuhamedow | 2017            | беспартийный                         |                                       | Президент Туркменистана туркм. Türkmenistanyň Prezidenti | | [ 35 ] [ 38 ] [ 39 ] |
| 12              |                 | Сердар Гурбангулыевич Бердымухамедов (1981—) туркм. Serdar Gurbangulyýewiç Berdimuhamedow       | 19 марта 2022   | действующий                          | Демократическая партия Туркменистана  | Президент Туркменистана туркм. Türkmenistanyň Prezidenti | 2022 | [ 36 ] [ 40 ] [ 41 ] |